# Штявнік
Штявнік (словац. Štiavnik) — село в окрузі Битча Жилінського краю Словаччини. Площа села 55,69 км². Станом на 31 грудня 2015 року в селі проживало 4089 жителів.
Територією села прокладений Грічовський канал.

## Історія
Перші згадки про село датуються 1439 роком.

## Населення
| Рік:            | 1994. | 2004.   | 2014.   | 2024.   |
| --------------- | ----- | ------- | ------- | ------- |
| Кількість осіб: | 3944  | 4097    | 4101    | 3920    |
| Різниця:        |       | +3,87 % | +0,09 % | -4,41 % |

| Рік:            | 2023. | 2024.   |
| --------------- | ----- | ------- |
| Кількість осіб: | 3933  | 3920    |
| Різниця:        |       | -0,33 % |

## Відомі особистості
- Ян Кучяк — (нар. 17 травня 1990 р. — 22/25 лютого 2018 р.) — перший журналіст, убитий у Словаччині[9].